# JoJo (album)
Albums de JoJo
The High Road
(2006)
Singles
1. Leave (Get Out)
Sortie : 24 février 2004
2. Baby It's You
Sortie : 6 septembre 2004

JoJo est le premier album de la chanteuse américaine JoJo sorti le 22 juin 2004.

## Formats et liste des pistes
| No  | Titre               | Producer(s)                                      | Durée |
| --- | ------------------- | ------------------------------------------------ | ----- |
| 1.  | Breezy              | Kwamé "K1 Mill"                                  | 3:15  |
| 2.  | Baby It's You       | The Underdogs                                    | 3:11  |
| 3.  | Not That Kinda Girl | Josh Alexander, Vincent Herbert, Billy Steinberg | 3:27  |
| 4.  | The Happy Song      | Mike City                                        | 3:59  |
| 5.  | Homeboy             | Bink                                             | 3:35  |
| 6.  | City Lights         | Reggie Burrell, Ronald Burrell, Herbert          | 4:54  |
| 7.  | Leave (Get Out)     | Soulshock & Karlin                               | 4:02  |
| 8.  | Use My Shoulder     | Reggie Burrell, Ronald Burrell, Herbert          | 3:43  |
| 9.  | Never Say Goodbye   | The Underdogs                                    | 3:47  |
| 10. | Weak                | Morgan, Herbert, Dexter Simmons                  | 4:50  |
| 11. | Keep On Keepin' On  | G.P., Young Freak, Levesque                      | 3:15  |
| 12. | Sunshine            | Herbert, Tre Black                               | 3:07  |
| 13. | Yes or No           | Herbert, Tre Black                               | 3:14  |
| 14. | Fairy Tales         | Herbert, Tre Black                               | 3:45  |

### Version en Europe
| No  | Titre               | Durée |
| --- | ------------------- | ----- |
| 1.  | Butterflies         | 2:45  |
| 2.  | Brezzy              | 3:15  |
| 3.  | Baby It's You       | 3:11  |
| 4.  | Not That Kinda Girl | 3:27  |
| 5.  | The Happy Song      | 3:59  |
| 6.  | Homeboy             | 3:35  |
| 7.  | City Lights         | 4:54  |
| 8.  | Leave (Get Out)     | 4:02  |
| 9.  | Use My Shoulder     | 3:43  |
| 10. | Never Say Goodbye   | 3:51  |
| 11. | Weak                | 4:50  |
| 12. | Keep On Keepin' On  | 3:15  |
| 13. | Sunshine            | 3:07  |
| 14. | Yes or No           | 3:14  |
| 15. | Fairy Tales         | 3:45  |
| 16. | Back and Forth      | 3:29  |

## Classements

### Classements hebdomadaires
| Classement (2021)             | Meilleure position |
| ----------------------------- | ------------------ |
| Allemagne (Media Control AG)  | 54                 |
| Australie (ARIA)              | 86                 |
| Canada (Canadian Albums)      | 23                 |
| France (SNEP)                 | 62                 |
| Écosse (OCC)                  | 32                 |
| Irlande (Irish Albums Chart)  | 70                 |
| Italie (FIMI)                 | 44                 |
| Nouvelle-Zélande (RIANZ)      | 36                 |
| Royaume-Uni (UK Albums Chart) | 22                 |
| Suisse (Schweizer Hitparade)  | 30                 |